# Denis Shevchuk
Denis Vitalyevich Shevchuk (tiếng Nga: Денис Витальевич Шевчук; sinh ngày 23 tháng 1 năm 1992) là một cầu thủ bóng đá người Nga. Đến năm 2014 anh mang quốc tịch Ukraina và có tên Denys Vitaliyovych Shevchuk (tiếng Ukraina: Денис Віталійович Шевчук). Anh thi đấu cho F.K. Baltika Kaliningrad.

## Sự nghiệp câu lạc bộ
Anh có màn ra mắt tại Giải bóng đá Quốc gia Nga cho F.K. Baltika Kaliningrad vào ngày 24 tháng 9 năm 2017 trong trận đấu với F.K. Tom Tomsk and scored the winning goal in his team 2–1 victory.